# Такелажні роботи (промисловість)
Такелажні роботи — комплекс дій, які спрямовані на підняття і транспортування важких і великогабаритних вантажів. З розвитком промисловості цей морський термін стали використовувати не тільки моряки, але й такелажники (робітники, що займаються підняттям і переміщенням великих вантажів).
Такелажні роботи виконуються на заводах, в промислових цехах, тощо. Якщо заводу необхідно модернізувати обладнання, то спочатку його необхідно демонтувати та перемістити для подальшого транспортування. Здійснити підняття важкого обладнання неможливо без використання такелажного оснащення. До такелажного устаткування можна віднести: лебідки, домкрати, троси, канати та інші вантажопідйомні пристосування.
Відповідно, такелажні роботи — це монтаж, демонтаж і перевезення важкого промислового чи технологічного обладнання.
Такелажні роботи проводяться професійними фахівцями, адже річ йде про переміщення предметів, які можуть мати вагу в декілька тонн.
При такелажних роботах важливою ціллю є збереження цілісності вантажу, обладнання. Тому дуже важлива правильна організація такелажних робіт: забезпечення комфортного та безпечного завантаження обладнання.